# Eddie Money (album)
Eddie Money är "Eddie Money's debutalbum från 1977. Han slog igenom med det och blev genast väldigt populär bland ungdomar. Det fanns flera hits på det albumet, till exempel "You've Really Got A Hold On Me", "Wanna Be A Rock N Roll Star", och framförallt Two Tickets To Paradise och Baby Hold On, som är två av Eddie's största hits, och spelades jättemycket på radio, och gör det fortfarande.

## Låtlista
1. Two Tickets To Paradise
2. "You've Really Got A Hold On Me"
3. "Wanna Be A Rock N Roll Star"
4. "Save A Little Room In Your Heart For Me"
5. "So Good To Be In Love Again"
6. Baby Hold On
7. "Don't Worry"
8. "Jealousys"
9. "Got To Get Another Girl"
10. "Gamblin Man"